# Codice Guy-Blandford-Roycroft
Il codice Guy-Blandford-Roycroft, meglio noto come codice GBR, è il sistema di classificazione attualmente più usato per catalogare gli studi e i finali di scacchi.
Fu ideato da Richard K. Guy, Hugh Blandford e John Roycroft; la sigla GBR rappresenta le iniziali dei loro cognomi. Il codice quantifica il materiale in campo e precisa la posizione dei due re, ma è da notare che con esso non si può ricostruire l'intera posizione. Per fare ciò, è necessario ricorrere alla notazione Forsyth-Edwards.
Il codice GBR è formato da dieci numeri e lettere, preceduti dal segno + se lo studio è di vittoria (il bianco muove e vince), e dal segno = se lo studio è di patta. Il codice è solitamente racchiuso da due parentesi quadre.  
|   | a | b | c | d | e | f | g | h |   |
| 8 | g8 cavallo del nero · c6 pedone del nero · h6 pedone del bianco · a3 torre del nero · c3 pedone del nero · g3 re del bianco · a2 alfiere del bianco · e1 alfiere del bianco · g1 re del nero | g8 cavallo del nero · c6 pedone del nero · h6 pedone del bianco · a3 torre del nero · c3 pedone del nero · g3 re del bianco · a2 alfiere del bianco · e1 alfiere del bianco · g1 re del nero | g8 cavallo del nero · c6 pedone del nero · h6 pedone del bianco · a3 torre del nero · c3 pedone del nero · g3 re del bianco · a2 alfiere del bianco · e1 alfiere del bianco · g1 re del nero | g8 cavallo del nero · c6 pedone del nero · h6 pedone del bianco · a3 torre del nero · c3 pedone del nero · g3 re del bianco · a2 alfiere del bianco · e1 alfiere del bianco · g1 re del nero | g8 cavallo del nero · c6 pedone del nero · h6 pedone del bianco · a3 torre del nero · c3 pedone del nero · g3 re del bianco · a2 alfiere del bianco · e1 alfiere del bianco · g1 re del nero | g8 cavallo del nero · c6 pedone del nero · h6 pedone del bianco · a3 torre del nero · c3 pedone del nero · g3 re del bianco · a2 alfiere del bianco · e1 alfiere del bianco · g1 re del nero | g8 cavallo del nero · c6 pedone del nero · h6 pedone del bianco · a3 torre del nero · c3 pedone del nero · g3 re del bianco · a2 alfiere del bianco · e1 alfiere del bianco · g1 re del nero | g8 cavallo del nero · c6 pedone del nero · h6 pedone del bianco · a3 torre del nero · c3 pedone del nero · g3 re del bianco · a2 alfiere del bianco · e1 alfiere del bianco · g1 re del nero | 8 |
| 7 | g8 cavallo del nero · c6 pedone del nero · h6 pedone del bianco · a3 torre del nero · c3 pedone del nero · g3 re del bianco · a2 alfiere del bianco · e1 alfiere del bianco · g1 re del nero | g8 cavallo del nero · c6 pedone del nero · h6 pedone del bianco · a3 torre del nero · c3 pedone del nero · g3 re del bianco · a2 alfiere del bianco · e1 alfiere del bianco · g1 re del nero | g8 cavallo del nero · c6 pedone del nero · h6 pedone del bianco · a3 torre del nero · c3 pedone del nero · g3 re del bianco · a2 alfiere del bianco · e1 alfiere del bianco · g1 re del nero | g8 cavallo del nero · c6 pedone del nero · h6 pedone del bianco · a3 torre del nero · c3 pedone del nero · g3 re del bianco · a2 alfiere del bianco · e1 alfiere del bianco · g1 re del nero | g8 cavallo del nero · c6 pedone del nero · h6 pedone del bianco · a3 torre del nero · c3 pedone del nero · g3 re del bianco · a2 alfiere del bianco · e1 alfiere del bianco · g1 re del nero | g8 cavallo del nero · c6 pedone del nero · h6 pedone del bianco · a3 torre del nero · c3 pedone del nero · g3 re del bianco · a2 alfiere del bianco · e1 alfiere del bianco · g1 re del nero | g8 cavallo del nero · c6 pedone del nero · h6 pedone del bianco · a3 torre del nero · c3 pedone del nero · g3 re del bianco · a2 alfiere del bianco · e1 alfiere del bianco · g1 re del nero | g8 cavallo del nero · c6 pedone del nero · h6 pedone del bianco · a3 torre del nero · c3 pedone del nero · g3 re del bianco · a2 alfiere del bianco · e1 alfiere del bianco · g1 re del nero | 7 |
| 6 | g8 cavallo del nero · c6 pedone del nero · h6 pedone del bianco · a3 torre del nero · c3 pedone del nero · g3 re del bianco · a2 alfiere del bianco · e1 alfiere del bianco · g1 re del nero | g8 cavallo del nero · c6 pedone del nero · h6 pedone del bianco · a3 torre del nero · c3 pedone del nero · g3 re del bianco · a2 alfiere del bianco · e1 alfiere del bianco · g1 re del nero | g8 cavallo del nero · c6 pedone del nero · h6 pedone del bianco · a3 torre del nero · c3 pedone del nero · g3 re del bianco · a2 alfiere del bianco · e1 alfiere del bianco · g1 re del nero | g8 cavallo del nero · c6 pedone del nero · h6 pedone del bianco · a3 torre del nero · c3 pedone del nero · g3 re del bianco · a2 alfiere del bianco · e1 alfiere del bianco · g1 re del nero | g8 cavallo del nero · c6 pedone del nero · h6 pedone del bianco · a3 torre del nero · c3 pedone del nero · g3 re del bianco · a2 alfiere del bianco · e1 alfiere del bianco · g1 re del nero | g8 cavallo del nero · c6 pedone del nero · h6 pedone del bianco · a3 torre del nero · c3 pedone del nero · g3 re del bianco · a2 alfiere del bianco · e1 alfiere del bianco · g1 re del nero | g8 cavallo del nero · c6 pedone del nero · h6 pedone del bianco · a3 torre del nero · c3 pedone del nero · g3 re del bianco · a2 alfiere del bianco · e1 alfiere del bianco · g1 re del nero | g8 cavallo del nero · c6 pedone del nero · h6 pedone del bianco · a3 torre del nero · c3 pedone del nero · g3 re del bianco · a2 alfiere del bianco · e1 alfiere del bianco · g1 re del nero | 6 |
| 5 | g8 cavallo del nero · c6 pedone del nero · h6 pedone del bianco · a3 torre del nero · c3 pedone del nero · g3 re del bianco · a2 alfiere del bianco · e1 alfiere del bianco · g1 re del nero | g8 cavallo del nero · c6 pedone del nero · h6 pedone del bianco · a3 torre del nero · c3 pedone del nero · g3 re del bianco · a2 alfiere del bianco · e1 alfiere del bianco · g1 re del nero | g8 cavallo del nero · c6 pedone del nero · h6 pedone del bianco · a3 torre del nero · c3 pedone del nero · g3 re del bianco · a2 alfiere del bianco · e1 alfiere del bianco · g1 re del nero | g8 cavallo del nero · c6 pedone del nero · h6 pedone del bianco · a3 torre del nero · c3 pedone del nero · g3 re del bianco · a2 alfiere del bianco · e1 alfiere del bianco · g1 re del nero | g8 cavallo del nero · c6 pedone del nero · h6 pedone del bianco · a3 torre del nero · c3 pedone del nero · g3 re del bianco · a2 alfiere del bianco · e1 alfiere del bianco · g1 re del nero | g8 cavallo del nero · c6 pedone del nero · h6 pedone del bianco · a3 torre del nero · c3 pedone del nero · g3 re del bianco · a2 alfiere del bianco · e1 alfiere del bianco · g1 re del nero | g8 cavallo del nero · c6 pedone del nero · h6 pedone del bianco · a3 torre del nero · c3 pedone del nero · g3 re del bianco · a2 alfiere del bianco · e1 alfiere del bianco · g1 re del nero | g8 cavallo del nero · c6 pedone del nero · h6 pedone del bianco · a3 torre del nero · c3 pedone del nero · g3 re del bianco · a2 alfiere del bianco · e1 alfiere del bianco · g1 re del nero | 5 |
| 4 | g8 cavallo del nero · c6 pedone del nero · h6 pedone del bianco · a3 torre del nero · c3 pedone del nero · g3 re del bianco · a2 alfiere del bianco · e1 alfiere del bianco · g1 re del nero | g8 cavallo del nero · c6 pedone del nero · h6 pedone del bianco · a3 torre del nero · c3 pedone del nero · g3 re del bianco · a2 alfiere del bianco · e1 alfiere del bianco · g1 re del nero | g8 cavallo del nero · c6 pedone del nero · h6 pedone del bianco · a3 torre del nero · c3 pedone del nero · g3 re del bianco · a2 alfiere del bianco · e1 alfiere del bianco · g1 re del nero | g8 cavallo del nero · c6 pedone del nero · h6 pedone del bianco · a3 torre del nero · c3 pedone del nero · g3 re del bianco · a2 alfiere del bianco · e1 alfiere del bianco · g1 re del nero | g8 cavallo del nero · c6 pedone del nero · h6 pedone del bianco · a3 torre del nero · c3 pedone del nero · g3 re del bianco · a2 alfiere del bianco · e1 alfiere del bianco · g1 re del nero | g8 cavallo del nero · c6 pedone del nero · h6 pedone del bianco · a3 torre del nero · c3 pedone del nero · g3 re del bianco · a2 alfiere del bianco · e1 alfiere del bianco · g1 re del nero | g8 cavallo del nero · c6 pedone del nero · h6 pedone del bianco · a3 torre del nero · c3 pedone del nero · g3 re del bianco · a2 alfiere del bianco · e1 alfiere del bianco · g1 re del nero | g8 cavallo del nero · c6 pedone del nero · h6 pedone del bianco · a3 torre del nero · c3 pedone del nero · g3 re del bianco · a2 alfiere del bianco · e1 alfiere del bianco · g1 re del nero | 4 |
| 3 | g8 cavallo del nero · c6 pedone del nero · h6 pedone del bianco · a3 torre del nero · c3 pedone del nero · g3 re del bianco · a2 alfiere del bianco · e1 alfiere del bianco · g1 re del nero | g8 cavallo del nero · c6 pedone del nero · h6 pedone del bianco · a3 torre del nero · c3 pedone del nero · g3 re del bianco · a2 alfiere del bianco · e1 alfiere del bianco · g1 re del nero | g8 cavallo del nero · c6 pedone del nero · h6 pedone del bianco · a3 torre del nero · c3 pedone del nero · g3 re del bianco · a2 alfiere del bianco · e1 alfiere del bianco · g1 re del nero | g8 cavallo del nero · c6 pedone del nero · h6 pedone del bianco · a3 torre del nero · c3 pedone del nero · g3 re del bianco · a2 alfiere del bianco · e1 alfiere del bianco · g1 re del nero | g8 cavallo del nero · c6 pedone del nero · h6 pedone del bianco · a3 torre del nero · c3 pedone del nero · g3 re del bianco · a2 alfiere del bianco · e1 alfiere del bianco · g1 re del nero | g8 cavallo del nero · c6 pedone del nero · h6 pedone del bianco · a3 torre del nero · c3 pedone del nero · g3 re del bianco · a2 alfiere del bianco · e1 alfiere del bianco · g1 re del nero | g8 cavallo del nero · c6 pedone del nero · h6 pedone del bianco · a3 torre del nero · c3 pedone del nero · g3 re del bianco · a2 alfiere del bianco · e1 alfiere del bianco · g1 re del nero | g8 cavallo del nero · c6 pedone del nero · h6 pedone del bianco · a3 torre del nero · c3 pedone del nero · g3 re del bianco · a2 alfiere del bianco · e1 alfiere del bianco · g1 re del nero | 3 |
| 2 | g8 cavallo del nero · c6 pedone del nero · h6 pedone del bianco · a3 torre del nero · c3 pedone del nero · g3 re del bianco · a2 alfiere del bianco · e1 alfiere del bianco · g1 re del nero | g8 cavallo del nero · c6 pedone del nero · h6 pedone del bianco · a3 torre del nero · c3 pedone del nero · g3 re del bianco · a2 alfiere del bianco · e1 alfiere del bianco · g1 re del nero | g8 cavallo del nero · c6 pedone del nero · h6 pedone del bianco · a3 torre del nero · c3 pedone del nero · g3 re del bianco · a2 alfiere del bianco · e1 alfiere del bianco · g1 re del nero | g8 cavallo del nero · c6 pedone del nero · h6 pedone del bianco · a3 torre del nero · c3 pedone del nero · g3 re del bianco · a2 alfiere del bianco · e1 alfiere del bianco · g1 re del nero | g8 cavallo del nero · c6 pedone del nero · h6 pedone del bianco · a3 torre del nero · c3 pedone del nero · g3 re del bianco · a2 alfiere del bianco · e1 alfiere del bianco · g1 re del nero | g8 cavallo del nero · c6 pedone del nero · h6 pedone del bianco · a3 torre del nero · c3 pedone del nero · g3 re del bianco · a2 alfiere del bianco · e1 alfiere del bianco · g1 re del nero | g8 cavallo del nero · c6 pedone del nero · h6 pedone del bianco · a3 torre del nero · c3 pedone del nero · g3 re del bianco · a2 alfiere del bianco · e1 alfiere del bianco · g1 re del nero | g8 cavallo del nero · c6 pedone del nero · h6 pedone del bianco · a3 torre del nero · c3 pedone del nero · g3 re del bianco · a2 alfiere del bianco · e1 alfiere del bianco · g1 re del nero | 2 |
| 1 | g8 cavallo del nero · c6 pedone del nero · h6 pedone del bianco · a3 torre del nero · c3 pedone del nero · g3 re del bianco · a2 alfiere del bianco · e1 alfiere del bianco · g1 re del nero | g8 cavallo del nero · c6 pedone del nero · h6 pedone del bianco · a3 torre del nero · c3 pedone del nero · g3 re del bianco · a2 alfiere del bianco · e1 alfiere del bianco · g1 re del nero | g8 cavallo del nero · c6 pedone del nero · h6 pedone del bianco · a3 torre del nero · c3 pedone del nero · g3 re del bianco · a2 alfiere del bianco · e1 alfiere del bianco · g1 re del nero | g8 cavallo del nero · c6 pedone del nero · h6 pedone del bianco · a3 torre del nero · c3 pedone del nero · g3 re del bianco · a2 alfiere del bianco · e1 alfiere del bianco · g1 re del nero | g8 cavallo del nero · c6 pedone del nero · h6 pedone del bianco · a3 torre del nero · c3 pedone del nero · g3 re del bianco · a2 alfiere del bianco · e1 alfiere del bianco · g1 re del nero | g8 cavallo del nero · c6 pedone del nero · h6 pedone del bianco · a3 torre del nero · c3 pedone del nero · g3 re del bianco · a2 alfiere del bianco · e1 alfiere del bianco · g1 re del nero | g8 cavallo del nero · c6 pedone del nero · h6 pedone del bianco · a3 torre del nero · c3 pedone del nero · g3 re del bianco · a2 alfiere del bianco · e1 alfiere del bianco · g1 re del nero | g8 cavallo del nero · c6 pedone del nero · h6 pedone del bianco · a3 torre del nero · c3 pedone del nero · g3 re del bianco · a2 alfiere del bianco · e1 alfiere del bianco · g1 re del nero | 1 |
|   | a | b | c | d | e | f | g | h |   |

La posizione dei due re è indicata al termine, con le loro coordinate. Per esempio, se il Re bianco è in g4 e il re nero è in h1, le ultime quattro cifre del codice saranno g4h1.
La presenza e quantità dei pezzi e pedoni è rappresentata dalla sequenza abcd.ef, dove
a  = donne; 
 b  = torri;
 c  = alfieri;
 d  = cavalli;
 e  = pedoni bianchi;
 f  = pedoni neri
Per i pezzi (e non per i pedoni), ogni pezzo bianco vale 1 e ogni pezzo nero vale 3.
Alcuni esempi:
- c'è una donna bianca e una nera: la prima cifra sarà 4
- non vi sono donne: la prima cifra sarà 0
- c'è solo una donna nera: la prima cifra sarà 3
- c'è una torre bianca e due nere: la seconda cifra sarà 7 (1 + 2x3 = 7)
- ci sono due alfieri bianchi e nessuno nero: la terza cifra sarà 2
- ci sono solo due cavalli neri: la quarta cifra sarà 6 (2x3 = 6)

Nel caso, estremamente raro, che lo studio comprenda uno o più pezzi risultanti da promozione, ciò è indicato dal numero 9 (per es. se ci sono due donne bianche la prima cifra sarà 9). In assenza di ciò, il numero più alto per la prima cifra è 4 (una donna bianca e una nera: 1 + 3 = 4); il numero più alto per la seconda, terza e quarta cifra è 8 (1 + 1 + 3 + 3 = 8).
Codice GBR dello studio di Kubbel rappresentato a fianco:   [ =0323.12g3g1 ]
Infatti:
- è uno studio di patta (segno = prima del codice)
- non vi sono donne (prima cifra 0)
- c'è una torre nera e nessuna bianca (seconda cifra 3)
- ci sono due alfieri bianchi e nessuno nero (terza cifra 2)
- c'è un cavallo nero e nessuno bianco (quarta cifra 3)
- c'è un solo pedone bianco (quinta cifra 1)
- ci sono due pedoni neri (sesta cifra 2)
- il re bianco è in g3 (settima e ottava cifra g3)
- il re nero è in g1 (nona e decima cifra g1)

L'utilità principale del codice GBR è quella di poter ricercare determinati tipi di studi o finali nei database. Per esempio tutti gli studi di soli pedoni hanno quattro zeri all'inizio. Gli studi di torri e pedoni hanno il codice 0x00.yz, oltre alla posizione dei re.